# Яцевич Віра Павлівна
Віра Павлівна Яцевич (нар. 28 січня 1929, Казань, Російська РФСР, СРСР - 28 лютого 2020 року, Ялта) — скульптор по порцеляні, кераміці. Член Національної спілки художників України.

## Життєпис
Віра Павлівна Яцевич народилася 28 січня 1929 року в російському місті Казань, що входило на той час до складу Російської РФСР СРСР.
Росіянка за національністю. Первісну професійну освіту отримала у Кунгурській каменерізній художній професійно-керамічній школі, спеціальність майстра-різьбяра другого розряду по художній обробці м'яких порід каменю.
Продовжила навчання в Ленінградському вищому художньо-професійньому училищі імені В. І. Мухіної, після закінчення училища у 1955 році отримала направлення в місто Коростень (Житомирська обл.) на Коростенський порцеляновий завод, де працювала скульптором (1955—1959 роки). Після чого переїхала до Ялти, де працювала в Ялтинських художніх майстернях.
Учасник Республіканських, обласних художніх виставок з 1958 року.

## Публікації
- Корусь Олена. Скульптор Коростенського порцелянового заводу Віра Яцевич / Олена Корусь // Українська керамологія : національний науковий щорічник. За рік 2016. Персоналії українського гончарства / за редакцією професора Олеся Пошивайла. – Опішне : Українське Народознавство, 2016. – Кн. ХІ. – Т. 1. – С. 118-127.
- Карпинская - Романюк Л., Завершинский В. Валентина и Николай Трегубовы. - Харків: ООО"Раритети України", 2016. - 378 с.